# أيمن الحسيني (لاعب كرة قدم كويتي)
أيمن أحمد الحسيني، لاعب كرة قدم كويتي سابق. لعب مع نادي كاظمة، وسجل هدف في نهائي كأس الأمير 1997/1998.

## وصلات خارجية
- أيمن الحسيني على موقع ناشيونال فوتبول تيمز (الإنجليزية)